# Maria Judite de Carvalho
 (novembre 2017).
Si vous disposez d'ouvrages ou d'articles de référence ou si vous connaissez des sites web de qualité traitant du thème abordé ici, merci de compléter l'article en donnant les références utiles à sa vérifiabilité et en les liant à la section « Notes et références ».
Pour les articles homonymes, voir Carvalho.
Maria Judite de Carvalho est un écrivaine portugaise née le 18 septembre 1921 à Lisbonne et morte dans la même ville le 18 janvier 1998. 

## Biographie
Étudiante en allemand et en philologie à l'Université de Lisbonne, elle y  rencontre Urbano Tavares Rodrigues qui deviendra un écrivain célèbre. Ils se marient en 1949 et s'installent en France à Montpellier où son mari est enseignant, puis à Paris. En 1955 ils retournent vivre à Lisbonne.

## Œuvre
Son premier ouvrage Tous ces gens, Mariana... publié en 1959 est un bref recueil de textes courts et étranges. Sans faire preuve d'un avant-gardisme effréné mais tout en développant une originalité singulière, ses romans et nouvelles (souvent brefs) se caractérisent par une liberté de ton, particulièrement ironique, et une apparente légèreté sous laquelle se profilent de nombreuses questions existentielles d'importance. L'écriture se caractérise par un minimalisme qui, de la plus pure banalité peut faire surgir le fantastique ou les abîmes de l'angoisse.
Elle tint durant plusieurs années des chroniques sur des choses vues et entendues dans des journaux portugais.
Les éditions de La Différence ont entrepris, depuis la fin des années quatre-vingt, la publication de son œuvre en langue française dans une traduction de Simone Biberfeld.

## Œuvres (traduites en français)
- Tous ces gens, Mariana… (récit paru en recueil en 1959; traduction française: La Différence, 1987, repris dans la collection Folio).
- Ces mots que l'on retient (récit paru en recueil en 1961; traduction française: La Différence, 1987).
- Anica au temps jadis (nouvelles extraites de recueils publiés entre 1959 et 1963; traduction française: La Différence, 1988).
- Paysage sans bateaux (récit paru en recueil en 1963; traduction française: La Différence, 1988).
- Les Armoires vides (roman, 1966; traduction française: La Différence, 1989).
- Chérie ? (nouvelles extraites de recueils parus en 1968 et en 1983; traduction française: La Différence, 1994).
- Le Temps de grâce (roman, 1973; traduction française: La Différence, 1994).